# Tommie Earl Jenkins
Tommie Earl Jones, soms ook werkzaam onder de namen Tee Jaye en Tommie Jenkins (Canton (Ohio), 13 november 1965) is een Amerikaans (musical)acteur. Hij speelde in diverse musicals, films en series, waaronder Aladdin the Musical, How to Get Away with Murder en Wednesday.

## Theater
- 1979: Purlie the Musical
- 1990-1998: Cats, verschillende rollen waaronder Alonzo, Macavity, Munkustrap, Plato en Rum Tug Tugger
- 1993-1996: A Chorus Line, als Richie
- 1994-1995: Five Guys Named Moe, als Swing, Big Moe, Nomax en Four-eyed Moe
- 1999-2000: Oh What a Night, als Brutus T. Firefly
- 2000-2002: Fame, als Tyrone Jackson
- 2004: Purlie, als Purlie Victorious
- 2004-2005: Aladdin, als Genie
- 2005-2008: Tick, Tick...Boom!, als Michael
- 2006: Whistle Down the Wind, als Ed
- 2006-2008: Dirty Dancing, als Tito Suarez
- 2008-2012: Jersey Boys, als Barry Belson
- 2011: Cinderella, als Dandini

## Filmografie

### Film
- 2005: Tideland, als performer
- 2012: Gambit, als man
- 2013: The Callback Queen, als Chuck Rydell
- 2014: The Trip, als Jeremy
- 2018: Papi Chulo, als Tom
- 2019: Dolemite Is My Name, onbenoemd
- 2022: Paradise Highway, als Bob
- 2024: Burn Out (korte film), als Gower
- 2025: Mission: Impossible – The Final Reckoning, als kolonel Burdick

### Televisie
- 1996: Goodnight Sweetheart, als Niles
- 2011: Moby Dick, als zeiler
- 2015: Autopsy: The Last Hours Of..., als O.J. Simpson
- 2015: American Odyssey, als Osela Soldier #1
- 2015: Galavant, als piraat
- 2015-2018: Go Jetters, als Ubercorn (stemrol)
- 2016: Roots: A New Vision, als verteller
- 2016: Roots: A History Revealed, als verteller
- 2017: Shooter, als marine commandant
- 2017: Law & Order True Crime, als verslaggever
- 2017: How to Get Away with Murder, als Donald
- 2017: General Hospital, als Dean Paulson
- 2018: Unsolved: The Murders of Tupac and the Notorious B.I.G., als Wayne Higgins
- 2018: For the People, als FBI agent Steven Tate
- 2019: Pandora, als Ellison Pevney
- 2022: Wednesday, als Noble Walker
- 2022-2024: Star Trek: Prodigy, als commandant Andreek-Hu (stemrol)
- 2022: Teenage Euthanasia, als Darius (stemrol)
- 2023: Death in Paradise, als Kenton Sealy

### Videogames
- 2017: Guild Wars 2: Path of Fire, als Blish, Noble Human en Utumishi
- 2018: Pillars of Eternity II: Deadfire, als directeur Castol
- 2018: Fallout 76, als Scott Shepherd en Squire Schultz
- 2019: Death Stranding, als Die-hardman
- 2020: Fallout 76: Wastelanders, als Aldridge en Sargento
- 2022: Gotham Knights, als Jacob Kane
- 2022: Bayonetta 3, als Phantasmaraneae
- 2023: Star Wars Jedi: Survivor, als Gulu
- 2023: The Elder Scrolls Online: Necrom, als Azandar Al-Cybiades
- 2023: Guild Wars 2: Secrets of the Obscure, als Lyhr
- 2023: Starfield, als Aaron Scott
- 2024: The Elder Scrolls Online: Gold Road
- 2024: Guild Wars 2: Janthir Wilds, als aanvullende stemmen
- 2025: Avowed
- 2025: The Elder Scrolls IV: Oblivion Remastered, als Orc Male